# 井上理津子
井上 理津子（いのうえ りつこ、1955年11月21日- ）は、日本のノンフィクションライター。日本文藝家協会会員。
奈良県生まれ。奈良女子大学文学部附属高校（現・奈良女子大学附属中等教育学校）から京都女子大学短期大学部卒業。全日空、女性と暮し社編集部勤務などを経て、1985年にフリーランスに。大阪を拠点に夕刊紙、旅行雑誌、女性誌などに執筆した後、2010年に東京に拠点を移し、活動の幅を広げる。生活環境文化研究所特別研究員（2010年まで）。旅行ペンクラブ会員（同）。代表作『さいごの色街　飛田』（2011年）、『葬送の仕事師たち』（2015年/第14回新潮ドキュメント賞候補)。ハーバード大学医学部准教授の大内啓は甥。

## 著書
- 『大阪おもしろ女社長』ヒューマガジン　1994
- 『産婆さん、50年やりました 前田たまゑ物語』筑摩書房 1996　のち『遊廓の産院から　産婆50年、昭和を生き抜いて』河出文庫　2013
- 『大阪おんな自分流 扉を開けた8人の肖像』大阪府男女協働社会づくり財団企画・編集 ヒューマガジン 1998
- 『大阪下町酒場列伝』ちくま文庫　2004
- 『はじまりは大阪にあり』ちくま文庫　2007　のち『新版　はじまりは大阪にあり！』清風堂書店　2016
- 『発見いっぱい!関西のちか旅』修成学園出版局 2008
- 『見る聞く食べる!関西の小旅』修成学園出版局 2008
- 『さいごの色街　飛田』筑摩書房 2011 のち新潮文庫　2015
- 『旅情酒場をゆく』ちくま文庫 2012  ISBN 978-4480429261
- 『名物「本屋さん」をゆく』宝島SUGOI文庫 2013
- 『葬送の仕事師たち』新潮社、2015　のち新潮文庫　2018
- 『親を送る』集英社インターナショナル 2015   のち集英社文庫 2018
- 『関西かくし味』ミシマ社 2016
- 『すごい古書店　変な図書館』祥伝社新書　2017
- 『夢の猫本屋ができるまで』ホーム社　2018
- 『いまどきの納骨堂　変わりゆく供養とお墓のカタチ』小学館　2018
- 『絶滅危惧　個人商店』筑摩書房　2020　のち ちくま文庫　2024
- 『ぶらり大阪味な店めぐり』産業編集センター　2022
- 『師弟百景／”技”をつないでいく職人という生き方』辰巳出版　2023年
- 『葬送のお仕事』解放出版社　2023年
- 『ガイドブックにない　もうひとつの東京を歩く』解放出版社　2024年

### 共著
- 『女・仕事』槇村久子ら共著　長征社　１９８５
- 『大阪名物』団田芳子共著　創元社　２００６　『ポケット版　大様名物　なにわみやげ』新潮文庫　２０１６
- 『関西名物　上方みやげ』団田芳子共著　創元社　２０１２
- 『医療現場は地獄の戦場だった！』大内啓共著　ビジネス社　２０２０

### 文庫解説
- 『玉の井という街があった』（前田豊、ちくま文庫）
- 『廓のおんな』（井上雪、新潮文庫）
- 『聞書き　遊廓成駒屋』（神崎宣武、ちくま文庫）
- 『蛍の森』（石井光太、新潮文庫）
- 『一緒にお墓に入ろう』（江上剛、講談社文庫）
- 『あとを継ぐひと』（田中兆子、光文社文庫）